# Carlo Francesco Caselli
Carlo Francesco Caselli OSM (ur. 20 października 1740 w Castellazzo Bormida albo w Gamondii, zm. 20 kwietnia 1828 w Parmie) – włoski kardynał.

## Życiorys
Urodził się 20 października 1740 roku w Castellazzo Bormida albo w Gamondii, jako syn Domenica Caselliego i Cateriny Negrone. W 1755 roku wstąpił do zakonu serwitów, a rok później złożył profesję wieczystą. 24 listopada 1763 roku przyjął święcenia kapłańskie. Następnie został wykładowcą filozofii, a w latach 1792–1798 był przełożonym generalnym zakonu. W 1800 roku został wytypowany jako negocjator konkordatu pomiędzy Repuliką Francuską a Stolicą Apostolską. 23 lutego 1801 roku został kreowany kardynałem in pectore. Jego nominacja na kardynała prezbitera została ogłoszona na konsystorzu 9 sierpnia 1802 roku i nadano mu kościół tytularny San Marcello. 29 marca 1802 roku został tytularnym arcybiskupem Side, a sześć dni później przyjął sakrę. Dwa lata później został arcybiskupem ad personam Parmy. W 1810 roku wziął udział w ślubie Napoleona z Marią Ludwiką, przez co był zaliczany do tzw. „czerwonych kardynałów”. Rok później usiłował wynegocjować uwolnienie Piusa VII z Savony, przez co został uznany przez cesarza za zdrajcę. Zmarł 20 kwietnia 1828 roku w Parmie.